# Joe Dumars
Joe Dumars III (* 24. Mai 1963 in Shreveport, Louisiana) ist ein US-amerikanischer Basketballfunktionär und ehemaliger -spieler. Er ist 1,90 Meter groß und spielte hauptsächlich auf der Position des Shooting Guards. Dumars war für seine Vielseitigkeit bekannt, die es ihm erlaubte, neben seiner eigentlichen Position ebenfalls bei Bedarf die Rolle des Point Guards einzunehmen.
Zwischen 1985 und 1999 spielte er in der NBA bei der Mannschaft der Detroit Pistons, mit denen er 1989 und 1990 die Meisterschaft gewann. 1989 wurde er dabei als wertvollster Spieler (MVP) der Finalserie ausgezeichnet. Dumars wurde während seiner Karriere viermal in das NBA All-Defensive First Team (1989, 1990, 1992, 1993) und sechsmal in das All-Star Team der Eastern Conference gewählt. Daneben war er Mitglied des US-Teams, das die Weltmeisterschaft 1994 gewann.
Von 2000 bis 2014 war Dumars als Team President of Basketball Operations (Manager) bei den Pistons tätig. Er war verantwortlich für den Aufbau des Meisterschaftsteams von 2004, wofür er mit dem NBA Executive of the Year Award geehrt wurde. 2006 wurde er in die Naismith Memorial Basketball Hall of Fame aufgenommen.

## NBA-Karriere

### College
Joe Dumars ging auf die McNeese State University und spielte dort vier Jahre lang für das College Team. Dabei erzielte er 22,5 Punkte im Schnitt und er beendete seine College-Karriere als elftbester Punktesammler in der Geschichte der NCAA.

### Detroit Pistons

#### Spieler (1985–1999)
Mit dem 18. Pick sicherten sich die Detroit Pistons die Rechte an dem jungen Joe Dumars, der seine ganze Karriere dieses Team vertreten sollte. Für seine Leistungen im ersten Profijahr wurde er 1986 in das NBA All-Rookie Team berufen. Er gewann zwei NBA-Titel in seiner Karriere als Spieler, 1989 und 1990, und wurde 1989 sogar zum MVP der NBA Finals auserkoren. Michael Jordan nannte ihn einmal den besten Verteidiger, gegen den er je in der NBA antreten musste. Joe Dumars war sechsmal Bestandteil des NBA All-Star Games und viermal Teil des NBA All-Defensive 1st Teams. In seiner vierzehnjährigen Karriere bei den Detroit Pistons sammelte er 16.401 Punkte, verteilte 4.612 Assists, holte 2.203 Rebounds und verzeichnete 902 Steals für das Team.
Obwohl er während der so genannten „Bad Boys“-Tage der Detroit Pistons zur Mannschaft gehörte, in denen das Team eine aggressive und äußerst körperbetonte Spielweise zeigte, war Joe Dumars für seine ruhige und überaus höfliche Art bekannt. Er war der erste Spieler, der 1996 mit dem NBA Sportsmanship Award ausgezeichnet wurde. Die Preistrophäe ist seitdem nach ihm benannt: die „Joe Dumars Trophy“. 1994 war Joe Dumars Teil der Basketballnationalmannschaft der USA, die sich die Goldmedaille sichern konnte. Seit März 2000 wird seine Trikotnummer 4 bei den Detroit Pistons nicht mehr vergeben. Im gleichen Jahr wurde er mit dem J. Walter Kennedy Citizenship Award für soziales Engagement ausgezeichnet.

#### Team President (2000–2014)
Vor der NBA-Saison 2000–2001 wurde Joe Dumars zum Team President of Basketball Operations der Detroit Pistons ernannt. Er war verantwortlich für den Aufbau des Meisterschaftsteams von 2004, wofür er mit dem NBA Executive of the Year Award geehrt wurde. Die Pistons schafften es sechs Jahre in Folge (2003–2008) in die NBA-Eastern-Conference-Finals. Nach dem Zerfall der Meistermannschaft versuchte Dumars mit verschiedenen Verpflichtungen auf dem Markt und in der Draft die Pistons zurück in die Erfolgsspur zu führen. Nachdem seit 2009 die Play-offs nicht mehr erreicht wurden, gaben die Pistons die Trennung von Dumars mit Ende der Saison 2013/2014 bekannt.
Nennenswerte Trades
- Grant Hill für Chucky Atkins und Ben Wallace, 2000
- Jerry Stackhouse für Richard Hamilton, 2002
- Željko Rebrača, Bob Sura, Chucky Atkins, Lindsey Hunter und zwei Erstrundenpicks für Rasheed Wallace und Mike James, 2004
- Chauncey Billups, Antonio McDyess und Cheikh Samb für Allen Iverson, 2008

Nennenswerte Draftpicks
- Mehmet Okur in der zweiten Runde des NBA-Drafts 2001
- Tayshaun Prince in der ersten Runde des NBA-Drafts 2002
- Darko Milicic in der ersten Runde des NBA-Drafts 2003
- Jason Maxiell in der ersten Runde des NBA-Drafts 2005
- Rodney Stuckey in der ersten Runde des NBA-Drafts 2007
- Arron Afflalo in der ersten Runde des NBA-Drafts 2007

Nennenswerte Free Agents
- Chauncey Billups
- Antonio McDyess
- Chris Webber
- Will Bynum
- Tracy McGrady
- Rick Carlisle (Coach)
- Larry Brown (Coach)
- Flip Saunders (Coach)